# Neotrygon annotata
Neotrygon annotata är en rockeart som först beskrevs av Last 1987.  Neotrygon annotata ingår i släktet Neotrygon och familjen spjutrockor. IUCN kategoriserar arten globalt som nära hotad. Inga underarter finns listade i Catalogue of Life.